# Núria Sara Miras Boronat
Núria Sara Miras Boronat és una filòsofa i professora d'universitat catalana. Va ser codirectora del festival Barcelona Pensa de 2016 a 2019, és coordinadora de la secció de pensament «Frontisteri» de la revista Compàs d'Amalgama i de la secció multilingüe de l'European Journal of Pragmatism and American Philosophy.
Es va doctorar en Filosofia amb la tesi Wittgenstein y Gadamer: lenguaje, praxis, razón per la Universitat de Barcelona l'any 2009, on hi és professora agregada de Filosofia Moral i Política. Ha fet estades de recerca i docència al CSIC, a la Universitat Humboldt de Berlín, a la Universitat de Leipzig i a la Universitat de Parma. Investiga sobre la historia de la injustícia, l'opressió i altres formes d'exclusió social des d'una perspectiva feminista.
Ha publicat assajos i capítols de llibres sobre en la relació entre política, joc i subjectivitat a editorials i revistes internacionals com Routledge Philosophy of Play, Philosophical Perspectives on Play o Philosophy of Play as Life. Ha publicat també els llibres Filòsofes de la contemporaneïtat i Privilege Walk. Una eina socioeducativa per reflexionar sobre gènere, capacitats i salut mental, conjuntament amb Júlia Martín Badia.